# Комиссаров, Иван Николаевич
Иван Николаевич Комиссаров (28 июля 1912 года, деревня Петрушино, Новгородский район, Новгородская область — 1975 года, Ленинград) — бригадир сдаточной команды завода № 5 Ленинградского совнархоза. Герой Социалистического Труда (1963).

## Биография
Родился в 1912 году в крестьянской семье в селе Петрушино (сегодня — Краснохолмский район Тверской области). В 1929 году окончил профессиональную школу металлистов в Красном Холме. До 1930 года трудился слесарем на авиационном завода № 26 в Рыбинске. С 1930 года — слесарь-моторист на судостроительном заводе имени А. Марти в Ленинграде, с 1933 года — слесарь-моторист на верфи Морпогранохраны ОГПУ (с 1939 года — завод № 5 НКВД СССР). В 1934—1936 годах проходил срочную военную службу в Военно-морском флоте. Служил мотористом, командиром отделения 105-й авиабригады Балтийского флота. Во время блокады Ленинграда ремонтировал повреждённые в сражениях катера.
После войны продолжил трудиться слесарем-мотористом, бригадиром сдаточной бригады, мастером-сдаточником, старшим мастером, начальником сдаточного участка на заводе № 5 НКВД СССР (с 1966 года — Ленинградский Приморский завод, с 1974 года — производственно-техническое объединение «Алмаз», сегодня — ОАО «Судостроительная фирма „Алмаз“»). Принимал участие в изготовлении энергетических установок катеров МО-4, ТКД-3, 183, 183ТК, 199, 183Ц, 183Р, 205, 205П. В 1963 году находился в служебной командировке в Египте, где обучал местных военных специалистов пользоваться энергетическими установками ракетных катеров 183 и 183П.
Указом Президиума Верховного Совета СССР (с грифом «не подлежит опубликованию») от 28 апреля 1968 года «за большие заслуги в деле создания и производства новых типов ракетного вооружения, а также атомных подводных лодок и надводных кораблей, оснащенных этим оружием, и перевооружения кораблей Военно-Морского Флота» удостоен звания Героя Социалистического Труда с вручением ордена Ленина и золотой медали Серп и Молот.
После выхода на пенсию в проживал в Ленинграде, где скончался в 1975 году.
Награды
- Герой Социалистического Труда
- Орден Ленина
- Орден Красной Звезды (31.04.1944)
- Орден Трудового Красного Знамени (02.10.1950)
- Медаль «За трудовое отличие» (17.06.1942)